# Frank Henze
Frank Henze (* 1. April 1977 in Leipzig) ist ein ehemaliger deutscher Kanute.
Der Kanuslalomsportler fuhr ab 2004 zusammen mit seinem Partner David Schröder im Zweier-Canadier (C2) für den Leipziger-Kanu-Club e.V. (LKC). In den Jahren 2006, 2007 und 2008 gewann das Team Schröder/Henze bei den Europameisterschaften jeweils die Goldmedaille im Mannschaftsrennen der C2-Kategorie. Die beiden Slalom-Kanuten waren mehrmalige Deutsche Meister und konnten bei den Weltmeisterschaften 2009 im spanischen Seu d’Urgell die Silbermedaille im C2-Mannschaftsrennen gewinnen.
Bei den Olympischen Spielen 2012 in London belegten sie den 11. Rang.
Frank Henzes Vater Jürgen und sein Bruder Stefan waren ebenfalls Kanuten und Olympiateilnehmer.